# La Courbe
La Courbe település Franciaországban, Orne megyében. Lakosainak száma 62 fő (2018. január 1.). La Courbe Batilly, Giel-Courteilles, Ménil-Jean és Montgaroult községekkel határos.

## Népesség
A település népességének változása:
| Lakosok száma | 110  | 101  | 96   | 54   | 51   | 66   | 53   | 56   | 56   | 62   |
|               | 1962 | 1968 | 1975 | 1982 | 1990 | 2008 | 2013 | 2015 | 2017 | 2018 |